# L'altra faccia del diavolo
L'altra faccia del diavolo (The Devil Inside) è un film del 2012 diretto da William Brent Bell.

## Trama
Venuta a Roma dagli USA per studiare gli esorcismi e realizzare un documentario in materia, Isabella Rossi incontra due giovani preti cattolici che praticano esorcismi con l'aiuto di strumenti tecnico-medici. Con loro assiste al primo esorcismo della sua vita e ne rimane inquietata.
Palesando il vero intento della sua visita si reca allora a trovare la madre, internata nell'Istituto "Centrino", un ospedale psichiatrico cattolico, perché vent'anni prima, nel 1989, aveva brutalmente ucciso tre religiosi, proprio mentre le praticavano un esorcismo.
La trova piena di tagli che si è provocata da sola. La donna non riconosce la figlia ma fa intendere di sapere che Isabella aveva abortito, cosa di cui solo la giovane poteva essere a conoscenza.
Durante un tentativo non autorizzato di esorcismo nella stanza ospedaliera, la donna rivela la sua effettiva possessione, nonché l'intenzione del demonio che l'abita di trovare un nuovo corpo.

## Produzione
Il film è stato girato tra Bucarest e Roma, con varie riprese effettuate a Città del Vaticano.

## Distribuzione
Il film è stato distribuito negli Stati Uniti il 6 gennaio 2012, mentre in Italia la pellicola è stata distribuita da Universal Pictures il 16 marzo 2012.

## Promozione
Dopo il trailer originale, diffuso ad ottobre 2011, sono stati pubblicati due trailer italiani, di cui quello definitivo il 9 gennaio 2012. Le locandine pubblicitarie riportano che il Vaticano ha disapprovato il film, in realtà questa affermazione si basa solo su una recensione della giornalista americana Naibe Reynoso per la radio colombiana Caracol Radio ed è dunque rigorosamente falsa.

## Accoglienza
Sostanzialmente unanime il giudizio negativo della critica specializzata: l'aggregatore di recensioni RottenTomatoes.com riporta che solo il 7% di 70 recensioni ha accordato al film un giudizio positivo, con un voto medio di 2,7/10. Un sito analogo, Metacritic.com, assegna una valutazione di 18/100 basata su 19 recensioni.